# Luigi Testore

Wappen von Luigi Testore

Luigi Testore (* 30. April 1952 in Costigliole d’Asti, Provinz Asti, Italien) ist ein italienischer Geistlicher und römisch-katholischer Bischof von Acqui.

## Leben
Luigi Testore empfing am 11. Juni 1977 das Sakrament der Priesterweihe. Von 1980 bis 1986 war er als Sekretär des Erzbischofs von Mailand, Carlo Maria Kardinal Martini, tätig. Im Erzbistum Mailand gehörte er verschiedenen Diözesanräten an. Papst Johannes Paul II. verlieh ihm am 10. Februar 1996 den Titel Ehrenprälat Seiner Heiligkeit. Von 2005 bis 2013 war Testore Präsident der Caritas Ambrosiana.
Am 19. Januar 2018 ernannte ihn Papst Franziskus zum Bischof von Acqui. Die Bischofsweihe spendete ihm am 24. Februar desselben Jahres Mario Delpini, Erzbischof von Mailand. Mitkonsekratoren waren Carlo Roberto Maria Redaelli, Erzbischof von Gorizia, und Erminio De Scalzi, Weihbischof in Mailand.